# Triac-Lautrait
Triac-Lautrait és un municipi francès situat al departament del Charente i a la regió de la Nova Aquitània. L'any 2007 tenia 444 habitants.

## Demografia

### Població
El 2007 la població de fet de Triac-Lautrait era de 444 persones. Hi havia 151 famílies de les quals 32 eren unipersonals (20 homes vivint sols i 12 dones vivint soles), 37 parelles sense fills, 66 parelles amb fills i 16 famílies monoparentals amb fills.
La població ha evolucionat segons el següent gràfic:
Habitants censats

### Habitatges
El 2007 hi havia 185 habitatges, 159 eren l'habitatge principal de la família, 10 eren segones residències i 16 estaven desocupats. 184 eren cases i 1 era un apartament. Dels 159 habitatges principals, 138 estaven ocupats pels seus propietaris, 16 estaven llogats i ocupats pels llogaters i 4 estaven cedits a títol gratuït; 6 tenien dues cambres, 10 en tenien tres, 45 en tenien quatre i 97 en tenien cinc o més. 129 habitatges disposaven pel capbaix d'una plaça de pàrquing. A 65 habitatges hi havia un automòbil i a 82 n'hi havia dos o més.

### Piràmide de població
La piràmide de població per edats i sexe el 2009 era:
| Homes | Edats   | Dones |
| ----- | ------- | ----- |
| 0     | 95 o +  | 0     |
| 0     | 90 a 94 | 4     |
| 4     | 85 a 89 | 8     |
| 4     | 80 a 84 | 4     |
| 0     | 75 a 79 | 8     |
| 16    | 70 a 74 | 12    |
| 4     | 65 a 69 | 4     |
| 8     | 60 a 64 | 0     |
| 8     | 55 a 59 | 12    |
| 32    | 50 a 54 | 8     |
| 20    | 45 a 49 | 16    |
| 36    | 40 a 44 | 12    |
| 4     | 35 a 39 | 20    |
| 4     | 30 a 34 | 12    |
| 4     | 25 a 29 | 8     |
| 0     | 20 a 24 | 8     |
| 12    | 15 a 19 | 12    |
| 16    | 10 a 14 | 32    |
| 8     | 5 a 9   | 8     |
| 8     | 0 a 4   | 8     |

## Economia
El 2007 la població en edat de treballar era de 298 persones, 210 eren actives i 88 eren inactives. De les 210 persones actives 198 estaven ocupades (114 homes i 84 dones) i 12 estaven aturades (5 homes i 7 dones). De les 88 persones inactives 20 estaven jubilades, 44 estaven estudiant i 24 estaven classificades com a «altres inactius».

### Ingressos
El 2009 a Triac-Lautrait hi havia 167 unitats fiscals que integraven 436 persones, la mediana anual d'ingressos fiscals per persona era de 17.753 €.

### Activitats econòmiques
Dels 13 establiments que hi havia el 2007, 1 era d'una empresa alimentària, 1 d'una empresa de fabricació d'altres productes industrials, 4 d'empreses de construcció, 3 d'empreses de comerç i reparació d'automòbils, 1 d'una empresa de serveis i 3 d'empreses classificades com a «altres activitats de serveis».
Dels 6 establiments de servei als particulars que hi havia el 2009, 1 era un paleta, 1 fusteria, 1 lampisteria, 1 electricista, 1 perruqueria i 1 tintoreria.
L'any 2000 a Triac-Lautrait hi havia 15 explotacions agrícoles.

## Equipaments sanitaris i escolars
El 2009 hi havia una escola elemental integrada dins d'un grup escolar amb les comunes properes formant una escola dispersa.

## Poblacions més properes
El següent diagrama mostra les poblacions més properes.